# The Dead Walk
The Dead Walk — третий студийный альбом американской металкор-группы The Acacia Strain. Он был спродюсирован группой и Адамом Д. из Killswitch Engage. Альбом был выпущен 13 июня 2006 года на лейбле Prosthetic Records. Это первый альбом группы с барабанщиком Кевином Бутотом и последний альбом с басистом Сетом Коулманом и гитаристом Даниэлем Дапонде.

## Список композиций
| №                   | Название               | Длительность |
| ------------------- | ---------------------- | ------------ |
| 1.                  | «Sarin: The End»       | 0:28         |
| 2.                  | «Burnface»             | 2:33         |
| 3.                  | «4X4»                  | 2:25         |
| 4.                  | «As If Set Afire»      | 3:14         |
| 5.                  | «Angry Mob Justice»    | 2:50         |
| 6.                  | «Whoa! Shut It Down!»  | 2:58         |
| 7.                  | «See You Next Tuesday» | 3:15         |
| 8.                  | «The Demolishor»       | 3:11         |
| 9.                  | «Pity»                 | 3:45         |
| 10.                 | «Predator; Never Prey» | 3:31         |
| 11.                 | «The Dead Walk»        | 3:47         |
| Общая длительность: | Общая длительность:    | 31:57        |

## Участники записи
- Винсент Беннетт[англ.] — вокал
- Даниэль «DL» Ласкевич — гитара, программирование
- Даниэль «Outhouse» Дапонде — гитара, бас, бэк-вокал
- Сет Коулман — бас
- Кевин Буто — барабаны

## Чарты
| Чарт (2006)                       | Позиция |
| --------------------------------- | ------- |
| US Heatseekers Albums (Billboard) | 40      |
| US Independent Albums (Billboard) | 47      |